# Зейбел, Зип
Джордж Вашингтон «Зип» Зейбел (англ. George Washington «Zip» Zabel; 18 февраля 1891, Уэтмор, Канзас — 31 мая 1970, Белойт, Висконсин) — американский бейсболист, играл на позиции питчера. Выступал в составе клуба Главной лиги бейсбола «Чикаго Кабс» с 1913 по 1915 год. Обладатель рекорда лиги по количеству иннингов, проведённых на поле реливером.

## Биография

### Ранние годы и начало карьеры
Джордж Вашингтон Зейбел родился 18 февраля 1891 года в Уэтморе в штате Канзас. Он был младшим из трёх сыновей в семье фермера Хермана Зейбела и его супруги Розы. В 1910 году он окончил старшую школу Уэтмора и поступил в Канзасский университет. Будучи отличным спортсменом — он играл в бейсбол, баскетбол и американский футбол — Зейбел был очень разочарован, узнав, что первокурсников не допускают к участию в студенческих соревнованиях. Спустя несколько месяцев он покинул учебное заведение. Летом 1911 года он играл питчером за полупрофессиональную команду «Шейенн Индианс».
В составе «Индианс» Зейбел был одним из лучших. Газета The Denver Post писала, что команда была сильнейшей среди полупрофессиональнов на Западе, доминируя практически во всех турнирах. За сезон он одержал 36 побед при всего двух поражениях, сделав 328 страйкаутов. В этот период интерес к Зейбелу проявлял главный тренер клуба «Питтсбург Пайрэтс» Фрэнк Кларк, но он предпочёл продолжить получение образования. Осенью 1911 года он поступил в университет Бейкера, где правила были не столь строгими. Там он изучал химию и медицину, продолжая занятия спортом. Весной 1912 года Зейбел подписал контракт с клубом «Канзас-Сити Блюз», выступавшим в чемпионате Американской Ассоциации. В это время в канзасских газетах начало появляться его прозвище Зип. Позднее его возникновение объясняли мастерской подачей Зейбела. В дальнейшем по ходу карьеры его чаще называли Джорджем, но в современных бейсбольных справочниках он также фигурирует как Зип Зейбел.
Адаптация в профессиональном бейсболе давалась ему непросто. Зейбел владел только фастболом, у него были сложности с контролем подачи и пониманием игры. Руководство команды перевело его уровнем ниже в команду «Янгстаун Стилмен» из Огайо, где он мог бы получить необходимый опыт. Там Зейбел дополнил свой питчерский арсенал быстрым кервболом и начал осваивать чейндж-ап. В конце августа 1912 года его вернули в состав «Блюз». В межсезонье он вернулся к занятиям в университете, опоздав к старту следующего чемпионата. Присоединившись к команде в июне 1913 года, он играл неэффективно и был продан в Луисвилл Колонелс. В последующие месяцы Зейбелу ещё дважды пришлось переезжать. Сезон он завершил в команде Северной лиги «Виннипег Марунс».
Смена обстановки пошла ему на пользу. В играх за «Виннипег» Зейбел вернул свою лучшую форму и стал лидером питчерской ротации команды. Сезон он закончил с десятью победами и одним поражением, став лидером лиги по проценту выигранных матчей. В сентябре 1913 года во время драфта по правилу № 5 его выбрал клуб «Бруклин Супербас». Ещё через несколько дней Зейбела и инфилдера Чика Китинга обменяли в «Чикаго Кабс» на питчера Фреда Херберта.

### Чикаго Кабс
В концовке сезона 1913 года главный тренер «Кабс» Джонни Эверс поставил Зейбела в состав на показательную двухстороннюю игру команды. К его удивлению, новичок переиграл соперников из стартового состава, пропустив лишь пять хитов. После этого он дебютировал в Главной лиге бейсбола, проведя пять иннингов и одержав победу в игре с «Питтсбургом». Сразу же после матча владелец клуба Чарльз Мерфи заявил журналистам, что не продал бы Зейбела и за 20 тысяч долларов. В клубе рассчитывали на его успехи в будущем, но на первом месте для него была учёба. Из-за занятий в университете Зейбел пропустил предсезонные сборы весной 1914 года. Тогда же у него начались проблемы с рукой, причину которых видели в большой нагрузке, которую он получил ранее в матчах за студенческую и полупрофессиональную команды. Во второй половине сезона его выпускали на поле нечасто. В регулярном чемпионате Зейбел провёл 128 иннингов с пропускаемостью 2,18.
Следующей зимой он стал победителем баскетбольного турнира Канзасской конференции в составе «Бейкер Методистс». После этого он хорошо начал сезон в составе Чикаго, к началу июня одержав три «сухих» победы. В игре против «Бруклина» 17 июня Зейбел заменил травмированного питчера Берта Хамфриса и установил рекорд Главной лиги бейсбола, остающийся непобитым — 18 1/3 иннингов, проведённых реливером. Несмотря на то, что на тот момент ему было всего 24 года, эта игра усугубила хроническую травму руки. Месяц спустя у Зейбела возник конфликт с тренером команды Роджером Бреснахеном, отстранившим питчера от игры за плохую физическую форму. Он также был оштрафован на 100 долларов. Он подчинился решению тренера, требовавшего от него проводить бросковые тренировки два раза в день до восстановления уровня игры. Кэтчера для этих тренировок Зейбел нанял за свой счёт, хотя он получал скромную зарплату и должен был оплачивать обучение в университете. Позже его вернули в состав «Кабс», но до конца сезона он редко выходил на поле, завершив чемпионат с семью победами и десятью поражениями при пропускаемости 3,20.
Весной 1916 года Зейбел вновь опоздал на сборы из-за учёбы. Новый тренер команды Джо Тинкер сначала оштрафовал его на 100 долларов, но затем отменил наказание. Тем не менее, в дальнейшие планы клуба игрок не входил. Ещё до начала чемпионата его отправили в команду Лиги Тихоокеанского побережья «Лос-Анджелес Энджелс». В Главную лигу бейсбола он больше не вернулся. В том году Зейбел женился и окончил университет со степенью бакалавра по химии, после чего бейсбол отошёл на второй план.

### Завершение карьеры и дальнейшая жизнь
Сезон 1916 года он отыграл за «Энджелс», одержав семнадцать побед при тринадцати поражениях с пропускаемостью 2,38. Весной 1917 года Зейбел снова участвовал в сборах «Кабс» и даже попал в заявку на чемпионат, но на поле так и не вышел. Вскоре его продали в команду «Торонто Мэйпл Лифс». Там его результаты снова улучшились, но он уже окончательно решил начать карьеру в другой области. В июле 1917 года Зейбел ушёл из профессионального бейсбола и устроился на работу в компанию Fairbanks-Morse.
Начав карьеру в качестве лаборанта, к 1926 году Зейбел стал главным металлургом компании. Все эти годы он не бросал спорт, выступая за корпоративные команды по бейсболу, баскетболу и теннису. Он также был активным членом Американского общества испытаний стали, вёл научную деятельность, читал лекции. В сферу его интересов входили гальванизация и спектроскопия. Некоторое время он занимал должность суперинтенданта литейных заводов США.
В 1948 году Зейбел ушёл из компании на государственную службу. С 1958 года он в течение пяти сроков входил в Наблюдательный совет округа Рок в штате Висконсин. Также он был членом городского совета Белойта.
Джордж Зейбел скончался 31 мая 1970 года в Мемориальной больнице Белойта в возрасте 79 лет.